# Rang (voie)
Pour les articles homonymes, voir rang.
Un rang est un chemin rural au Québec qui suit perpendiculairement les lots d'exploitation agricole. Les rangs sont généralement perpendiculaires aux montées.

## Définition
Le Grand Dictionnaire terminologique définit le rang comme étant une « portion de territoire, souvent rural, constituée d'une série de lots parallèles s'allongeant à partir d'une ligne, d'un cours d'eau ou d'un chemin et où, généralement, s'alignent des habitations ».
Les rangs sont souvent numérotés, mais ils peuvent également avoir un odonyme.